# José de Jesús Jiménez Vaca
José de Jesús Jiménez Vaca (7 de septiembre de 1978, Distriito Federal, México). Futbolista mexicano, jugó como centrocampista y actualmente está retirado y no se le para.

## Inicios
Nació en la Ciudad de México y vivió en Azcapotzalco, en la colonia San Pablo Xalpa, donde inició su carrera futbolística. Fue parte de la selección infantil de esa Delegación, junto con Víctor Gutiérrez Castro (exjugador de Cruz Azul) jugando en el Deportivo Reynosa, para después reforzar, a principios de los 90, al Club Aztecas de la liga de fútbol Ciudad Satélite. Este club infantil estaba conformado principalmente por jugadores de los Reyes Ixtacala y Tequexquinahuac, municipio de Tlalnepantla; el equipo siempre peleó por el campeonato y le ganaba a escuelas de equipos nacionales como Pumas, donde jugaba Christian Ramírez (exjugador de Pumas-Chivas-Toluca), Chivas y otros equipos como Colo Colo, equipo creado por el famoso Pata Bendita. Aztecas siempre fue un equipo triunfador y odiado por ser mejor que muchos equipos pero al mismo tiempo respetado.

## Trayectoria
José de Jesús, más conocido como Chucho, ya como adolescente, formó parte de las fuerzas básicas de Cruz Azul pero no esperó el debut en su filial de Hidalgo y emigró a Jalisco, donde sí debutó en el Atlético Cihuatlán, siendo parte del equipo campeón que logró el ascenso a la Primera A.
Después de la desaparición del Atlético Cihuatlán y de movimientos y compras de franquicias en la Primera división, José de Jesús llegó a ser parte de la plantilla de los Gallos Blancos de Querétaro, dirigido por su técnico en Cihuatlán, Octavio Mora; su debut en primera división fue el 3 de agosto de 2003 frente a Pachuca y portó el número 12.

## Clubes
| Club               | País   | Año         |
| ------------------ | ------ | ----------- |
| Atlético Cihuatlán | México | 2002 - 2003 |
| Querétaro          | México | 2003 - 2004 |

- Datos: Q109425777